# 何禄
何 禄（か ろく、He Lu、? - 1856年）、清末の天地会の蜂起の指導者の一人。
広東省順徳出身。天地会に参加し、1854年に東莞で蜂起し、県城を占領した。さらに恵州・増城の天地会も蜂起し、何禄が首領に推された。何禄は広州を攻撃し、半年間包囲したが陥落させることができずに1855年に撤退した。
その後、湖南省に入り、郴州を占領した。許香桂・許月桂・焦玉晶ら数千人が呼応し、桂陽と茶陵も占領した。こうして北は長沙、東は江西省へ進出する構えをみせた。しかし王錱と劉長佑率いる清軍の反撃で桂陽と茶陵が陥落し、郴州は十数万の団練に包囲されて孤立した。何禄は郴州を脱出したものの宜章で戦死した。